# Хроматометрия
Хроматометрия (дихроматометрия) — метод окислительно-восстановительного титрования, основанный на реакциях окисления раствором дихромата калия в кислой среде.

## Теория
Основной реакцией хроматометрии является
{\displaystyle {\mathsf {Cr_{2}O_{7}^{2-}+14H^{+}+6e^{-}\rightarrow 2Cr^{3+}+7H_{2}O,\ \ E_{Cr_{2}O_{7}^{2-}/2Cr^{3+}}^{0}=1,33\ B}}}
Рабочим раствором являются растворы дихромата калия, которые готовятся по точной навеске. Достоинство растворов дихромата калия заключается в том, что могут храниться без изменения концентрации и даже при кипячении в течение длительного времени.
Недостатком дихромата калия является то, что при его восстановлении образуется интенсивно окрашенный ион Cr3+, в связи с чем необходимо использовать индикаторы, которыми могут служить дифениламин, дифениламинсульфоновая кислота, фенилантраниловая кислота. 
Дихроматометрия используется для определения концентрации растворов Fe2, U(IV). Титрование ионов Fe2 применяется также для определения концентрации восстановителей методом замещения, например, ионов Cu+:
{\displaystyle {\mathsf {Cu^{+}+Fe^{3+}\rightarrow Cu^{2+}+Fe^{2+}}}}
В то же время хроматометрическое определение органических веществ не имеет широкого распространения вследствие протекания побочных реакций и выделения газообразных CO и CO2. Тем не менее метанол, глицерин и некоторые другие вещества, количественно окисляющиеся до диоксида углерода и воды, успешно определяются методом хроматометрии.
Хроматометрия используется также для определения ионов, дающих малорастворимые хроматы, например, Ba2+, Pb2+, Ag+.

## Практика
Для приготовления рабочих растворов используют навеску чистого сухого дихромата калия, который легко приготовить перекристаллизацией из водных растворов и высушить в сушильном шкафу при температурах до 150°C. 
Прямым титрованием определяют Sn(II), Sb(III). Титрование ведут в присутствии дифениламина до появления устойчивой сине-фиолетовой окраски раствора.
Определение содержания хрома в стали выполняется его окислением до Cr(VI), восстановлением избытком титрованного раствора соли Мора и оттитровыванием непрореагировавшей соли Мора дихроматом калия.